# Хоштарія Семен Георгійович
Семен (Симон) Георгійович Хоштарія (17 грудня 1901, місто Кутаїс, тепер Кутаїсі, Грузія — 12 липня 1963, місто Тбілісі, тепер Грузія) — радянський державний діяч, народний комісар фінансів і землеробства Грузинської РСР, заступник голови Ради народних комісарів Грузинської РСР. Депутат Верховної ради Грузинської РСР. Депутат Верховної Ради СРСР 1—3-го скликань.

## Життєпис
Народився в родині сторожа лікарні. У 1915 році закінчив вище початкове училище. З 1915 по 1917 рік працював у канцелярії інспекції народних училищ та розносив пакети. З 1917 року працював телеграфістом у Кутаїсі. Брав участь у революційних подіях на Кавказі.
Член РКП(б) з 1921 року.
У 1921—1922 роках — політичний комісар Кутаїської телефонної станції; секретар правління Спілки зв'язківців Грузинської РСР.
З 1922 року служив у Червоній армії.
Після демобілізації до 1927 року перебував на відповідальній роботі в Телавському повітовому комітеті КП(б) Грузії та у виконавчому комітеті Телавської повітової ради Грузинської РСР.
З 1927 року — відповідальний інструктор ЦК КП(б) Грузії.
У 1930—1931 роках — завідувач агітаційно-масового відділу ЦК КП(б) Грузії.
У 1931—1936 роках — помічник секретаря ЦК КП(б) Грузії.
У 1936 — жовтні 1937 року — народний комісар фінансів Грузинської РСР.
У жовтні 1937 — 16 лютого 1946 року — народний комісар землеробства Грузинської РСР.
Одночасно, в листопаді 1938 — 16 лютого 1946 року — заступник голови Ради народних комісарів Грузинської РСР.
У березні 1946 — лютому 1947 року — заступник міністра технічних культур СРСР.
У лютому 1947 — грудні 1951 року — заступник міністра сільського господарства СРСР з цитрусових культур та садівництва.
У грудні 1951 — 15 квітня 1953 року — заступник голови Державної планової комісії при Раді міністрів Грузинської РСР.
З 15 квітня 1953 до 8 квітня 1954 року — голова Державної планової комісії при Раді міністрів Грузинської РСР.
Помер 12 липня 1963 року.

## Нагороди
- два ордени Леніна (24.02.1941, 7.01.1944)
- орден Вітчизняної війни I ст. (.02.1946)
- орден Трудового Червоного Прапора (10.09.1945)
- орден Червоної Зірки (3.12.1944)
- медаль «За оборону Кавказу»
- медаль «За доблесну працю у Великій Вітчизняній війні 1941—1945 рр.»
- медаль «За перемогу над Німеччиною у Великій Вітчизняній війні 1941—1945 рр.»
- медалі